# Tunji Awojobi
Tunji Femi Awojobi (Lagos, 30 giugno 1973) è un ex cestista nigeriano, professionista in Europa.

## Carriera
Con il Cibona Zagabria e con l'Olimpija Lubiana, rispettivamente nelle stagioni 2000-01 e 2001-02, giocò in Eurolega. A seguito di queste due parentesi arrivò nella Legadue italiana ingaggiato dall'Andrea Costa Imola, ma fu tagliato a dicembre alla fine del girone di andata.
Nel 1995 esordì con la maglia della sua Nazionale, la Nigeria. Con essa disputò anche i Campionati Mondiali di Grecia 1998 e Giappone 2006.

## Palmarès
- Campione USBL (2001)
- All-USBL Second Team (1998)
- Coppa di Croazia: 1

Cibona Zagabria: 2001
- Coppa di Slovenia: 1

Union Olimpija: 2002
- Lega Adriatica: 1

Olimpia Lubiana: 2001-02
- ULEB Cup: 1

Hapoel Gerusalemme: 2003-04